# Җ
Җ, җ 是一个在鞑靼语、卡尔梅克语、维吾尔语和东干语使用的西里尔字母，由 Ж, ж 加上一下缘钩（descender）而成。另外，土库曼语在苏联时期也使用这个字母。

## 音值
通常为 /ʤ/。

## 参看
- Ӂ ӂ、Ҷ ҷ、Ҹ ҹ、Ӌ ӌ、Џ џ（西里尔字母）
- Unicode中的西里爾字母